# Psilogramma hayati
Psilogramma hayati là một loài bướm đêm thuộc họ Sphingidae. Loài này có ở Moluccas ở Indonesia.